# História dos surdos

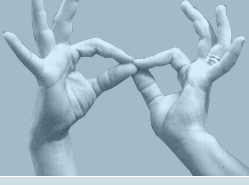
Gesticulando

A história dos surdos registra seus acontecimentos históricos como grupo, que possui uma língua, uma identidade e uma cultura.
Ao longo das eras, os Surdos travaram grandes batalhas pela afirmação da sua identidade, da comunidade surda, da sua língua e da sua cultura, até alcançarem o reconhecimento que têm hoje, na era moderna.

## Até à Idade Média
No Egito, os surdos eram adorados, como se fossem deuses, serviam de mediadores entre os deuses e os Faraós, sendo temidos e respeitados pela população.
Na época do povo Hebreu, na Lei Hebraica, aparecem pela primeira vez, referências aos Surdos.

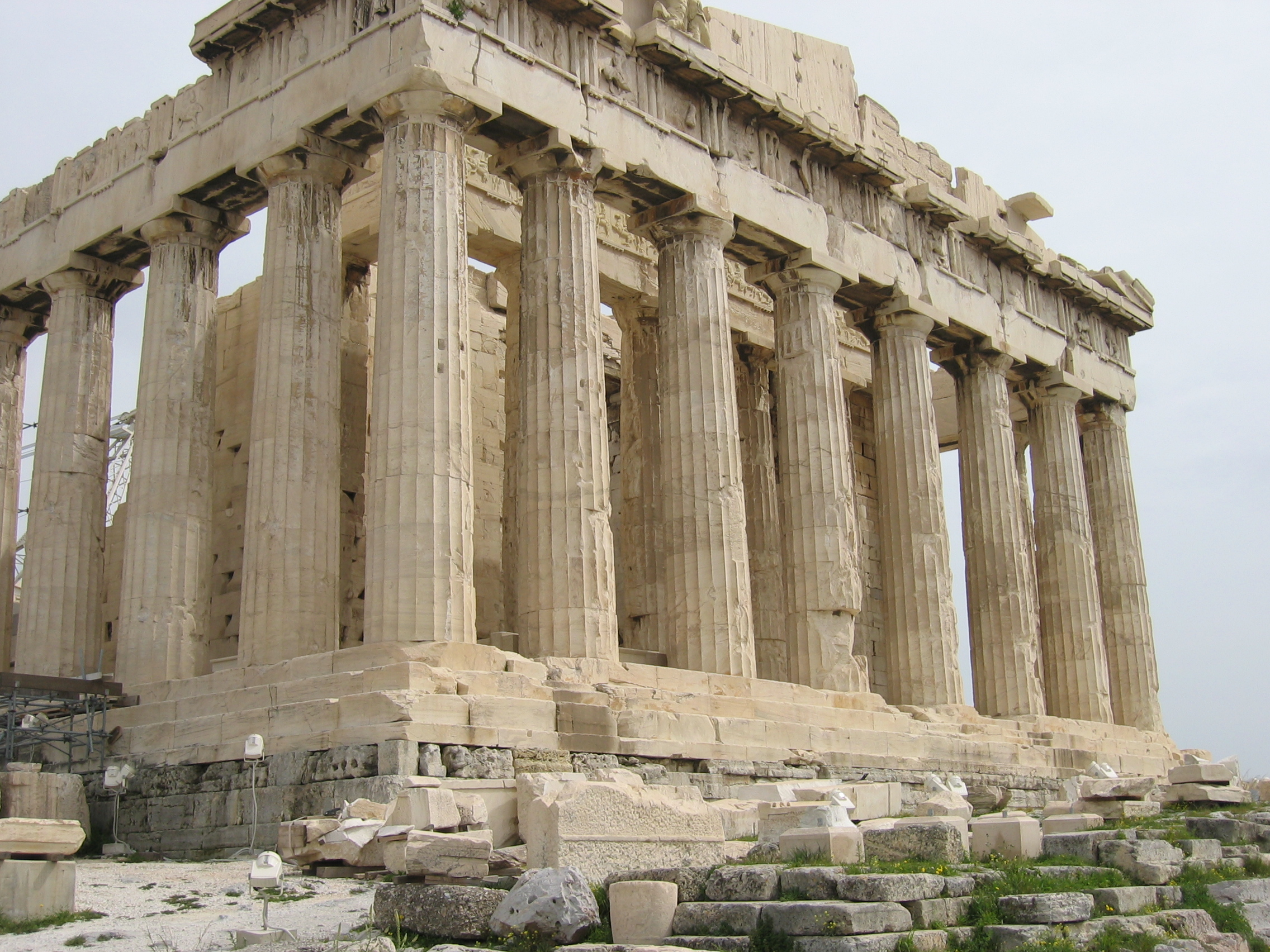
Grécia

Na Antiguidade os chineses lançavam os surdos ao mar, os gauleses os sacrificavam ao Deus Teutates, em Esparta eram lançados do alto dos rochedos. Na Grécia, os Surdos eram encarados como seres incompetentes. Aristóteles, ensinava que os que nasciam surdos, por não possuírem linguagem, não eram capazes de raciocinar. Essa crença, comum na época, fazia com que, na Grécia, os Surdos não recebessem educação secular, que não tivessem direitos, que fossem marginalizados (juntamente com os deficientes mentais e os doentes) e que muitas vezes fossem condenados à morte. No entanto, em 360 a.C., Sócrates, declarou que era aceitável que os Surdos se comunicassem com as mãos e o corpo. Séneca afirmou:
| “ | Matam-se cães quando estão com raiva; exterminam-se touros bravios; cortam-se as cabeças das ovelhas enfermas para que as demais não sejam contaminadas; matamos os fetos e os recém-nascidos monstruosos; se nascerem defeituosos e monstruosos, afogamo-los, não devido ao ódio, mas à razão, para distinguirmos as coisas inúteis das saudáveis. | ” |

Os Romanos, influenciados pelo povo grego, tinham ideias semelhantes acerca dos Surdos, vendo-o como ser imperfeito, sem direito a pertencer à sociedade, de acordo com Lucrécio e Plínio. Era comum lançarem as crianças surdas (especialmente as pobres) ao rio Tibre, para serem cuidadas pelas Ninfas. O imperador Justiniano, em 529 a.C., criou uma lei que impossibilitava os surdos de celebrar contratos, elaborar testamentos e até de possuir propriedades ou reclamar heranças (com excepção dos surdos que falavam).

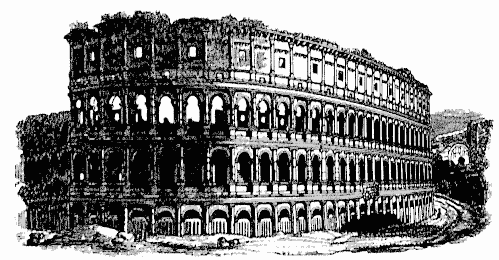
Roma

Em Constantinopla, as regras para os surdos eram basicamente as mesmas. No entanto, lá os Surdos realizavam algumas tarefas, tais como o serviço de corte, como pajens das mulheres, ou como bobos, de entretenimento do sultão.
Mais tarde, Santo Agostinho defendia a ideia de que os pais de filhos Surdos estavam a pagar por algum pecado que haviam cometido. Acreditava que os Surdos podiam comunicar por meio de gestos, que, em equivalência à fala, eram aceites quanto à salvação da alma.
Os cristãos, até à Idade Média, criam que os Surdos, diferente dos ouvintes, não possuíam uma alma imortal, uma vez que eram incapazes de proferir os sacramentos.
John Beverley, em 700 d.C., ensinou um Surdo a falar, pela primeira vez (em que há registo). Por essa razão, ele foi considerado por muitos como o primeiro educador de Surdos.
Foi só no fim da Idade Média e inicio do Renascimento, que saímos da perspetiva religiosa para a perspetiva da razão, em que a deficiência passa a ser analisada sob a óptica médica e científica.

## Até à Idade Moderna
Foi na Idade Moderna que se distinguiu, pela primeira vez, surdez de mudez. A expressão surdo-mudo, deixou de ser a designação do Surdo.
Girolamo Cardano (1501-1576) era um importante médico e filósofo que reconhecia a habilidade do surdo para a razão e dizia " ... Que a surdez e a mudez não é um empecilho para desenvolver a aprendizagem e que o melhor meio para o surdo aprender é atravéz da escrita...". Utilizava a escrita e a linguagem de sinais com os surdos.

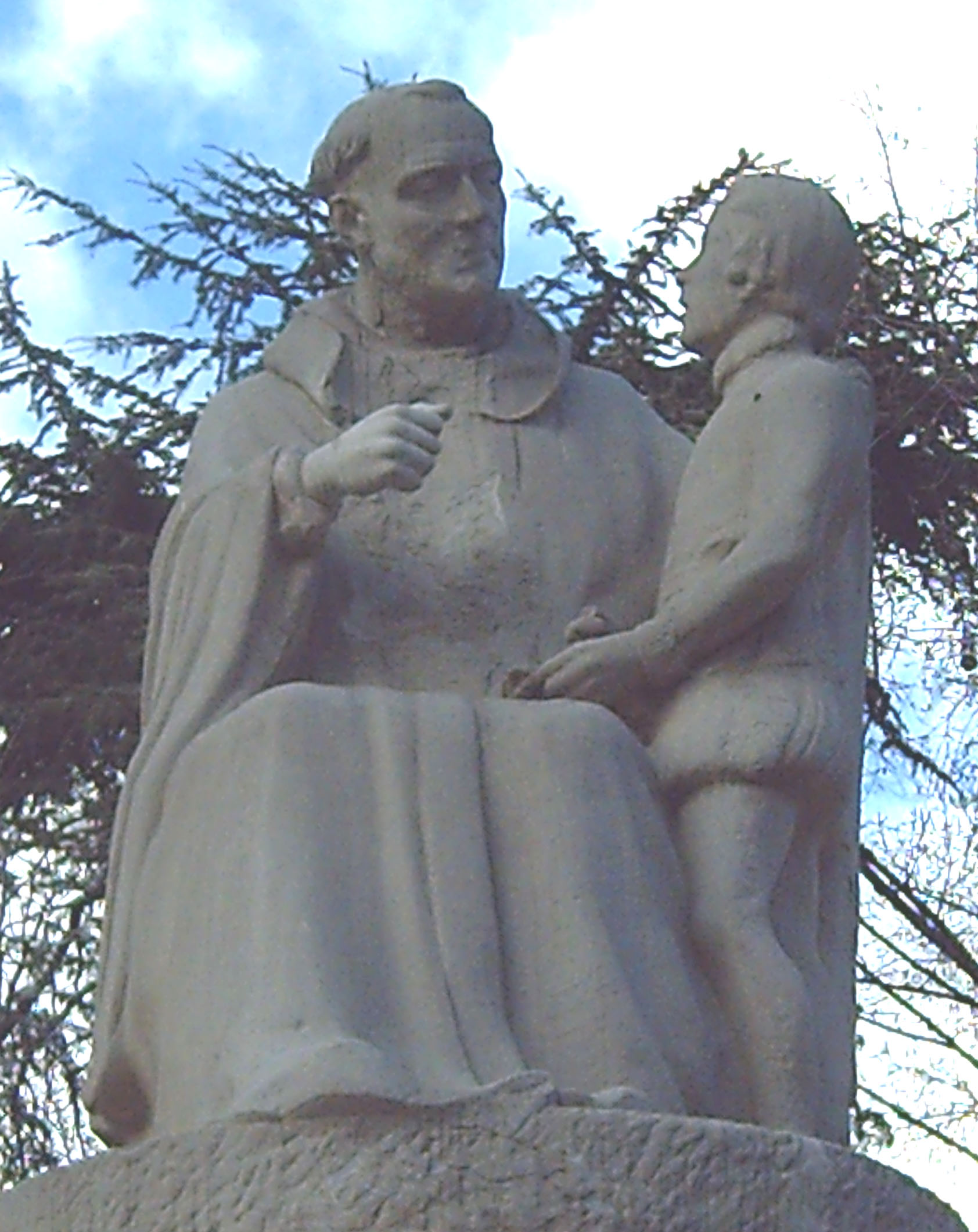
Pedro Ponce de León

Pedro Ponce de León, um monge católico da ordem dos beneditinos, inicia, mundialmente, a história dos Surdos, tal como a conhecemos hoje em dia. Para além de fundar uma escola para Surdos, em Madrid, ele dedicou grande parte da sua vida a ensinar os filhos Surdos, de pessoas nobres, nobres esses que de bom grado lhe encarregavam os filhos, para que pudessem ter privilégios perante a lei (assim, a preocupação geral em educar os Surdos, na época, era tão somente económica). León desenvolveu um alfabeto manual, que ajudava os Surdos a soletrar as palavras (há quem defenda a ideia de que esse alfabeto manual foi baseado nos gestos criados por monges, que comunicavam entre si desta maneira pelo facto de terem feito voto de silêncio).
Nesta época era costume que as crianças que recebiam este tipo de educação e tratamento fossem filhas de pessoas que tinham uma situação económica boa. As demais eram colocadas em asilos com pessoas das mais diversas origens e problemas, pois não se acreditava que pudessem se desenvolver em função da sua "anormalidade".
Juan Pablo Bonet, aproveitando o trabalho iniciado por León, foi estudioso dos Surdos e seu educador. Escreveu sobre as maneiras de ensinar os Surdos a ler e a falar, por meio do alfabeto manual. Bonet proibia o uso da língua gestual, optando o método oral. O mesmo em (1620) publicou o primeiro livro sobre a educação de surdos, que se baseava no aprendizado por meio de um alfabeto manual e  salienta sobre a importância da intervenção antecipada do problema e ressaltou a importância do apoio familiar, sugerindo que quem convivia com o surdo deveria aprender o alfabeto manual.
John Bulwer, médico inglês, acreditava que a língua gestual deveria possuir um lugar de destaque, na educação para os Surdos; foi o primeiro a desenvolver um método para comunicar com os Surdos. Publicou vários livros, que realçam o uso de gestos.
John Wallis (1616-1703), educador de Surdos e estudioso da surdez, depois de tentar ensinar vários Surdos a falar, desistiu desse método de ensino, dedicando-se mais ao ensino da escrita. Usava gestos, no seu ensino. George Dalgarno desenvolveu um sistema inovador de dactilologia. Konrah Amman, defensor da leitura labial, já que considerava que a fala era uma dádiva de Deus que fazia com que a pessoa fosse humana (não considerava os Surdos que não falavam como humanos). Amman não fazia uso da língua gestual, pois acreditava que os gestos atrofiavam a mente, embora os usasse como método de ensino, para atingir a oralidade.

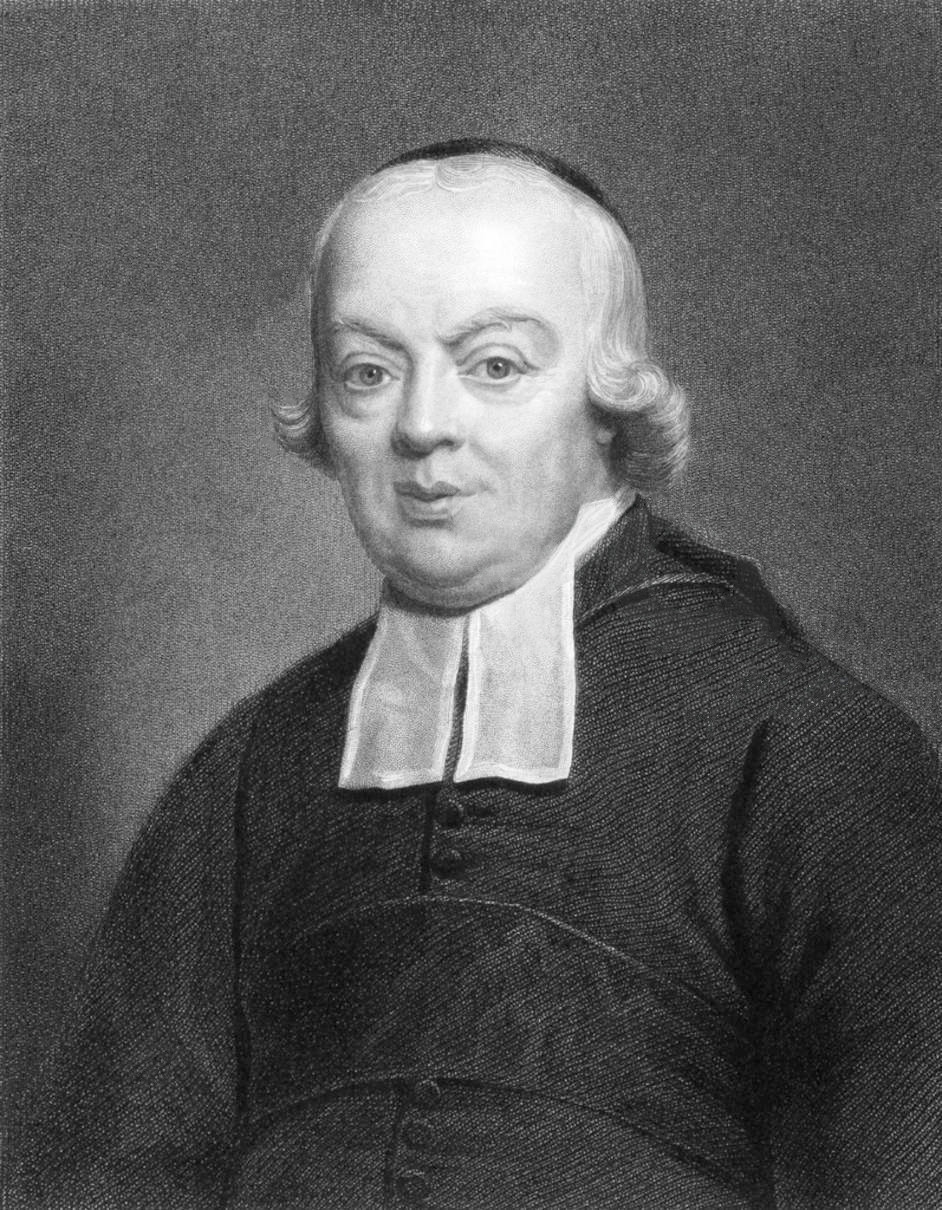
O Abade Charles-Michel de l'Épée, fundador da primeira escola para surdos.

Charles Michel de L'Épée, nascido em 1712, ensinava, numa primeira fase, os Surdos, por motivos religiosos. Muitos o consideram criador da língua gestual. Embora saibamos que a mesma já existia antes dele, L'Épée reconheceu que essa língua realmente existia e que se desenvolvia (embora a não considerasse uma língua com gramática). Os seus principais contributos foram:
- criação do Instituto Nacional de Surdos-Mudos, em Paris (primeira escola de Surdos do mundo);
- reconhecimento do Surdo como ser humano, por reconhecer a sua língua;
- adopção do método de educação colectiva;
- reconhecimento de que ensinar o Surdo a falar seria perda de tempo, antes que se devia ensinar-lhe a língua gestual.

Jacob Rodrigues Pereira, educador de Surdos que usava gestos mas sempre defendeu a oralização dos Surdos. Nunca publicou nenhum dos seus estudos. Thomas Braidwood, fundou uma escola de Surdos, em Edimburgo (a primeira escola de correcção da fala da Europa). Samuel Heinicke, ensinou vários Surdos a falar, criando e definindo o método hoje conhecido como Oralismo.
Durante o período do Renascimento os surdos passam a ter um novo tratamento. Com novos estudos que possibilitem a instrução dos surdos e que os mesmos pudessem através desse aprendizado desenvolver suas potencialidades. Os surdos passam a se comunicar através da linguagem de sinais e da escrita.

## Até à Idade Contemporânea
Depois da Revolução Francesa e durante a Revolução Industrial, entrou-se numa era de disputa entre os métodos oralistas e os baseados na língua gestual. Roch-Ambroise Cucurron Sicard foi um abade francês, famoso pelo seu trabalho como educador de Surdos; Sicard fundou a escola de Surdos de Bordéus, em 1782, posteriormente sucedeu a L'Épée, como director do instituto criado pelo mesmo, também apoiou a criação de vários institutos de surdos em todo o país. Pierre Desloges, francês, tornou-se surdo aos 7 anos, devido à varíola, foi defensor da língua gestual, tendo sido autor do primeiro livro publicado por um surdo, onde revelava a sua indignação contra as ideias do Abade Deschamps, que havia publicado um livro que criticava a língua gestual. Desloges, a esse respeito, declarou o seguinte:
| “ | Tal como o francês vê a sua língua desvirtuada por um alemão que apenas conhece algumas palavras da língua francesa, penso que devo defender a minha língua contra as acusações falsas deste autor. | ” |

Desloges, em seu livro, defende a ideia de que a língua gestual (Antiga Língua Gestual Francesa) já existia, mesmo antes do aparecimento das primeiras escolas de surdos, como criação dos surdos e sua língua natural.

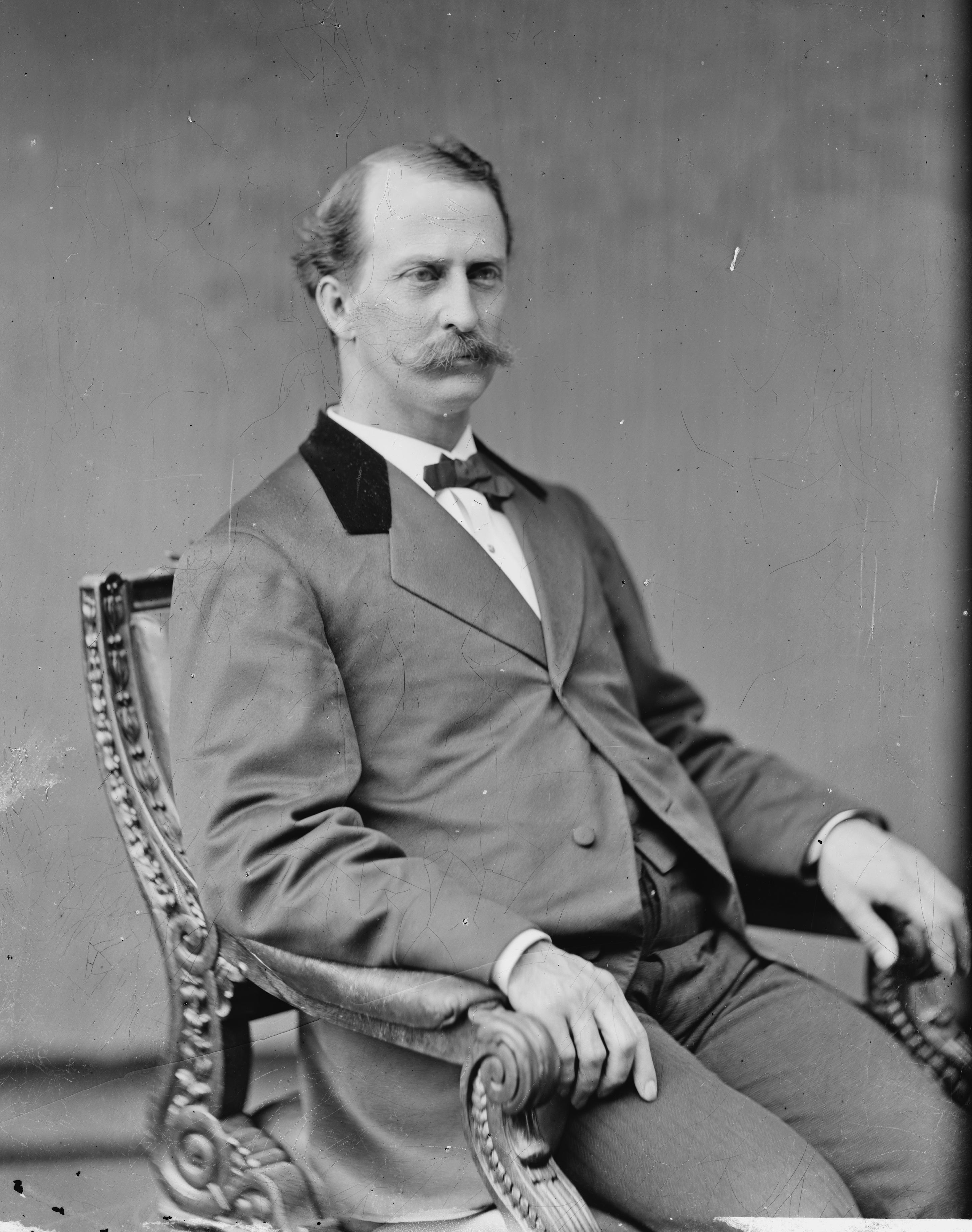
Thomas Hopkins Gallaudet

Jean Itard, primeiro médico a interessar-se pelo estudo da surdez e das deficiências auditivas, usava os seguintes métodos nas suas pesquisas: cargas eléctricas, sangramentos, perfuração de tímpanos, entre outras.
Jean Massieu foi um dos primeiros professores surdos do mundo. Laurent Clerc, surdo francês, educador, acompanhou Thomas Hopkins Gallaudet, educador ouvinte, aos EUA, onde abriram uma escola para surdos, em Abril de 1817, a Escola de Hartford. Gallaudet instituiu nessa escola a Língua Gestual Americana, passou ainda a seu usado o inglês escrito e o alfabeto manual. Em 1830, quando Gallaudet se reformou, já existiam nos Estados Unidos cerca de 30 escolas para surdos.
Edward Miner Gallaudet, filho de Thomas Gallaudet e também educador de surdos, lutou pela elevação do estatuto do Instituto de Colúmbia a colégio. Esse colégio deu origem, em 1857, à Universidade Gallaudet, onde for presidente por 40 anos.
Nesse interím, Alexander Graham Bell, cientista estadunidense, trabalhava na oralização dos surdos. Casou com uma surda, Mabel. Bell era grande defensor do oralismo e opunha-se à língua gestual e às comunidades de surdos, uma vez que as considerava como um perigo contra a sociedade. Assim sendo, Bell defendia que os surdos não deveriam poder casar entre si e deveriam obrigatoriamente frequentar escolas normais, regulares. No entanto, em 1887 Bell, no Congresso de Milão, admitiu que os surdos deveriam ser oralizados durante um ano, mas se isso não resultasse, então poderiam ser expostos à língua gestual. Esta luta entre o oralismo e a língua gestual continua até aos nossos dias.

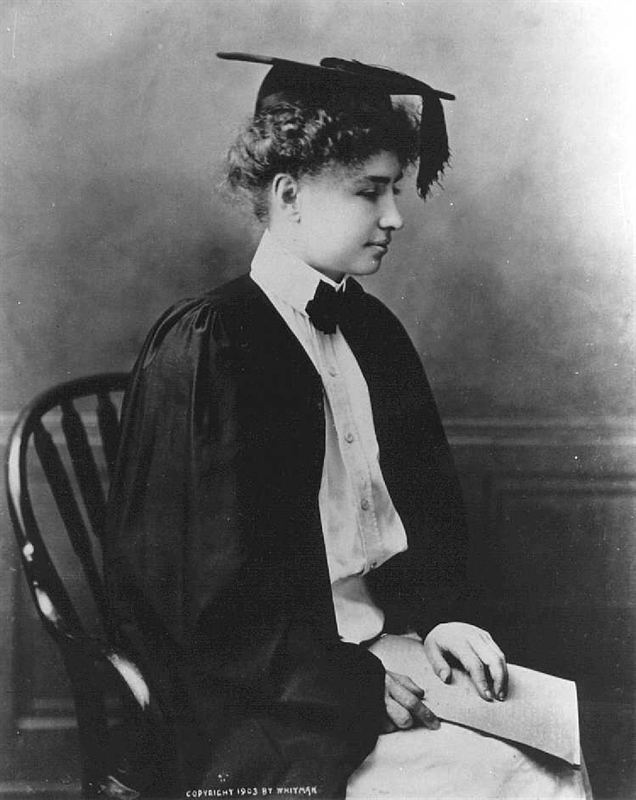
Hellen Keller

Em 1880 nasce Hellen Keller, nos Estados Unidos. Hellen ficou cega e surda aos 19 meses de idade, por causa de uma doença. Aos 7 anos Hellen havia criado cerca de 60 gestos (br: sinais) para se comunicar com os familiares. Anne Sulivan, a professora de Hellen, isolou-a do resto da família, conseguindo assim disciplinar e ensinar Hellen. Sullivan ensina a Hellen usando o método de Tadona, que consiste em tocar os lábios e a garganta da pessoa que fala, sendo isso combinado com dactilologia na palma da mão. Hellen aprendeu a ler inglês, francês, alemão, grego e latim, através do braile. Aos 24 anos formou-se, em Radcliffe. Foi sufragista, pacifista e apoiante do planeamento familiar. Fundou o Hellen Keller International, uma organização para prevenir a cegueira. Publicou muitos livros e foi galardoada por Lydon B. Johnson, com a Presidential Medal od Freedoms.

### Associativismo
Quando Sicard morreu, o Instituto Nacional de Surdos-Mudos de Paris iniciou um período conturbado. Além de sucessivos diretores que nunca conseguiram estabelecer uma liderança forte, as questões institucionais eram tratadas como questões familiares e o Institudo começou a perder crédito. Como ao longo de toda a história dos surdos, nesta época a luta entre adeptos do oralismo e do gestualismo continuava, dentro e fora do Instituto.
Bébian fundou uma escola privada para surdos, em Paris, onde usava o seu defendido método oralista, sendo proibido aos alunos do Instituto Nacional que contactassem com Bébian, quer dentro quer fora do Instituto.
Em 1829 o Instituto tinha apenas dois professores Surdos e apenas alunos do sexo masculino usufruíam de suas aulas; não existiam pessoas Surdas no conselho diretivo, no conselho consultivo, na formação vocacional, nem mesmo entre os monitores. Por estarem cientes destes problemas, alguns professores uniram-se na tentativa de mudar o rumo da situação e surgem então duas frentes ideológicas, de um lado os defensores do método oralista, de outro lado os defensores do gestualismo.
No final de 1830 houve um grande movimento de pessoas Surdas, que mexeu com as bases do instituto. Ferdinad Berthier, líder de uma delegação de surdos, escreveu ao Rei Luís Filipe, de França, pedindo a readmissão de Bébian na direção do Instituto - o que chocou de tal modo a administração do Instituto que apenas aumentou as lutas e os desentendimentos de adeptos oralistas e gestualistas, que entraram em ruptura.
Neste época, quase todas as escolas de Surdos em França usavam os métodos de Bébian na educação dos surdos e criticavam as posições do Instituto.
Em 1834, um comité de dez membros Surdos liderados por Berthier organizou um banquete em honra do Abade de L'Épée, banquete esse que se tornou um evento anual, usado pelos Surdos como fórum a fim de publicitar as suas ideias e exigências. Nascia assim o Movimento Surdo, numa época em que pessoas Surdas tomavam conta de suas vidas e tomavam consciência do que os rodeava, lutando por seus direitos e resolvendo seus próprios problemas. Com o tempo, estes banquetes tornaram-se festivais de Língua Gestual.
Em 1838 foi fundada a Sociedade Central de Assistência e Educação de Surdos-Mudos - a primeira associação de Surdos do mundo.

### Congresso de Milão

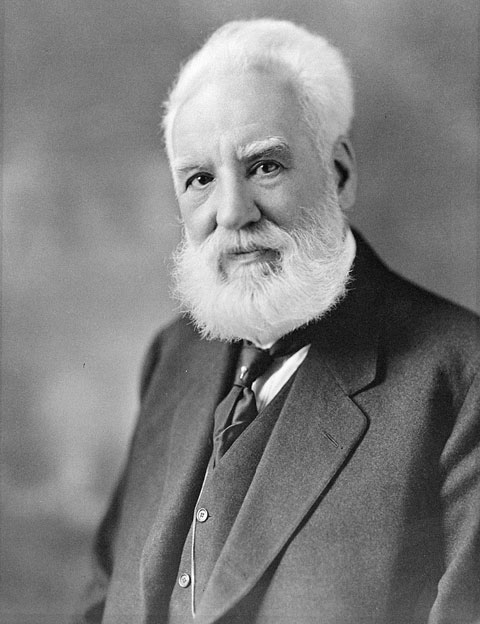
Alexander Graham Bell

Antes do Congresso, na Europa, durante o século XVIII, surgiam duas tendências distintas na educação dos surdos: o gestualismo (ou método francês) e o oralismo (ou método alemão). A grande maioria dos surdos defendia o gestualismo enquanto que apenas os ouvintes apoiavam o oralismo - por exemplo Bell, nos EUA, fazia campanha a favor deste método, entre muitos outros professores, médicos, etc.
Em 1872, no Congresso de Veneza, decidiu-se o seguinte:
- O meio humano para a comunicação do pensamento é a língua oral;
- Se orientados, os surdos leem os lábios e falam;
- A língua oral tem vantagens para o desenvolvimento do intelecto, da moral e da linguística

O Congresso de Milão, em 1880, foi um momento obscuro na História dos surdos, uma vez que lá um grupo de ouvintes, tomou a decisão de excluir a língua gestual do ensino de surdos, substituindo-a pelo oralismo (o comité do congresso era unicamente constituído por ouvintes.). Em consequência disso, o oralismo foi a técnica preferida na educação dos surdos durante fins do século XIX e grande parte do século XX.
O Congresso durou 3 dias, nos quais foram votadas 8 resoluções, sendo que apenas uma (a terceira) foi aprovada por unanimidade. As resoluções são:
1. O uso da língua falada, no ensino e educação dos surdos, deve preferir-se à língua gestual;
2. O uso da língua gestual em simultâneo com a língua oral, no ensino de surdos, afecta a fala, a leitura labial e a clareza dos conceitos, pelo que a língua articulada pura deve ser preferida;
3. Os governos devem tomar medidas para que todos os surdos recebam educação;
4. O método mais apropriado para os surdos se apropriarem da fala é o método intuitivo (primeiro a fala depois a escrita); a gramática deve ser ensinada através de exemplos práticos, com a maior clareza possível; devem ser facultados aos surdos livros com palavras e formas de linguagem conhecidas pelo surdo;
5. Os educadores de surdos, do método oralista, devem aplicar-se na elaboração de obras específicas desta matéria;
6. Os surdos, depois de terminado o seu ensino oralista, não esqueceram o conhecimento adquirido, devendo, por isso, usar a língua oral na conversação com pessoas falantes, já que a fala se desenvolve com a prática;
7. A idade mais favorável para admitir uma criança surda na escola é entre os 8-10 anos, sendo que a criança deve permanecer na escola um mínimo de 7-8 anos; nenhum educador de surdos deve ter mais de 10 alunos em simultâneo;
8. Com o objectivo de se implementar, com urgência, o método oralista, deviam ser reunidas as crianças surdas recém admitidas nas escolas, onde deveriam ser instruídas através da fala; essas mesmas crianças deveriam estar separadas das crianças mais avançadas, que já haviam recebido educação gestual, a fim de que não fossem contaminadas; os alunos antigos também deveriam ser ensinados segundo este novo sistema oral.[11]

Uma década depois do Congresso de Milão, acreditava-se que o ensino da língua gestual quase tinha desaparecido das escolas em toda a Europa, e o oralismo espalhava-se para outros continentes.

## Durante o século XX
Em resultado da evolução nos campos da tecnologia e da ciência, no século XX, particularmente no campo da surdez, a educação dos surdos passou a ser dominada pelo oralismo (que encara a surdez como algo que pode ser corrigido). No entanto, sem a cura da surdez os insucessos do oralismo começaram a ser evidenciados, pois os surdos educados no método não os ajudava a conseguir um emprego, comunicar com ouvintes desconhecidos ou manter uma conversa fluída.

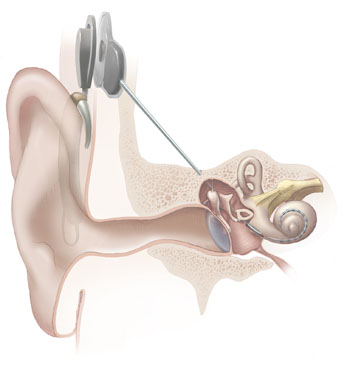
Ilustração do interior de um implante coclear.

Entretanto, surge o primeiro aparelho auditivo, em 1898. Na Antiguidade, os aparelhos usados eram cornetas, ou tubos acústicos,, mas a ampliação electrónica começou com Bell, em 1876, quando inventou o telefone com a intenção de amplificar o som para a sua esposa e mãe, ambas surdas. ideia que é concretizada em 1900, em Viena, por Ferdinand Alt. Só em 1948 surgem aparelhos com pilhas incorporadas e em 1953 começou a ser usado o transístor em próteses.
Em 1970 aparecem as primeiras tentativas de implantação coclear. Esse tipo de implante sempre gerou muita controvérsia nas comunidades surdas em todo o mundo. Os argumentos a favor do implante resumem-se ao acesso à língua oral, na idade crítica de aquisição, que a cirurgia é simples e segura e com a possibilidade de proporcionar à criança de ter uma vida social com som, e não com deficiência. No entanto, a comunidade surda, como um todo, é contra a implantação coclear em crianças surdas, antes da aquisição da linguagem. Pensa a comunidade que obrigar a criança surda a ser ouvinte, mesmo não sendo, influencia outros a negligenciar necessidades e meios de apoio à deficiência. Muitos médicos recomendam que o implante coclear seja acompanhado com a língua gestual, especialmente nos primeiros anos da criança, a fim de assegurar o pleno desenvolvimento cognitivo da criança. Segundo fontes médicas, os riscos do implante coclear incluem: infecção, vertigem, estimulação retardada, forte exposição a campos magnéticos, necessidade de acompanhamento médico por toda a vida.

### Segunda Guerra Mundial
Em 1920, antes da chegada dos nazistas ao poder, surgiu nos EUA e na Alemanha um movimento da comunidade médica, com apoio das sociedades em questão, em prol da esterilização de doentes mentais e psicopatas criminosos (na Alemanha este movimento ficou conhecido como higiene racial). Em 1933, com a chegada dos nazis ao poder, este movimento teve suporte político. Nesse mesmo ano, na Alemanha, foi aprovada uma lei para esterilizar as pessoas que possuíam doenças genéticas transmissíveis, incluindo a surdez.
Na época, Berlim continha cerca de vinte e cinco comunidades de Surdos.
Em Junho de 1933, o jornal alemão mencionou o primeiro Surdo a pertencer às S.A. e uma unidade militar composta dos Surdos; um ano mais tarde, esta unidade foi dissolvida, sob pretexto de que o grupo não reunia o perfil da imagem do nazismo ideal.
Entretanto, os Surdos começaram a perder os seus direitos:
- os programas recreativos para surdos foram extintos;
- crianças surdas foram expulsas das escolas e denunciadas às autoridades;
- gradualmente, as escolas de Surdos foram encerradas e convertidas em hospitais militares.

Dados comprovam que, em 1937, 95% das crianças surdas pertenciam à juventude hitleriana, tendo a letra G (em alemão, inicial de gehoerlosan) marcada no ombro do casaco.
Posteriormente, assim que começou a guerra, a Alemanha passou da esterilização para a eutanásia, tanto por razões económicas, como por razões ideológicas. Em 1941, era comum o uso de eutanásia nos hospitais, onde eram mortos bebés com deficiência, incluindo surdos. Posteriormente, tornou-se comum a prática do aborto, que era aplicada quando se suspeitava que os fetos poderiam ter deficiências congénitas, ou qualquer tipo de doença, como no caso da surdez.
Poucos surdos escaparam, sobrevivendo em guetos e nos campos de concentração na Alemanha, Polónia e Hungria.